# Kyllinga tibialis
Kyllinga tibialis là loài thực vật có hoa trong họ Cói. Loài này được Poit. ex Ledeb. mô tả khoa học đầu tiên năm 1805.